# Municipio de Holland (Arkansas)
El municipio de Holland (en inglés: Holland Township) es un municipio ubicado en el condado de Saline en el estado estadounidense de Arkansas. En el año 2010 tenía una población de 639 habitantes y una densidad poblacional de 1,55 personas por km².

## Geografía
El municipio de Holland se encuentra ubicado en las coordenadas 34°48′29″N 92°52′9″O / 34.80806, -92.86917. Según la Oficina del Censo de los Estados Unidos, el municipio tiene una superficie total de 413.5 km², de la cual 408,72 km² corresponden a tierra firme y (1,15 %) 4,77 km² es agua.

## Demografía
Según el censo de 2010, había 639 personas residiendo en el municipio de Holland. La densidad de población era de 1,55 hab./km². De los 639 habitantes, el municipio de Holland estaba compuesto por el 97,5 % blancos, el 0,16 % eran afroamericanos, el 0,47 % eran amerindios, el 0,78 % eran asiáticos y el 1,1 % eran de una mezcla de razas. Del total de la población el 0,94 % eran hispanos o latinos de cualquier raza.